# Jammerbugt Kommune
Jammerbugt Kommune er en kommune i Region Nordjylland efter Kommunalreformen i 2007. Allerede den 15. november 2005 blev kommunalbestyrelsen dog valgt. Kommunalbestyrelsen har 27 medlemmer. Borgmester er Mogens Gade, Venstre.
Jammerbugt Kommune opstod ved sammenlægning af flg.:
- Brovst Kommune
- Fjerritslev Kommune
- Pandrup Kommune
- Aabybro Kommune

## Politik
Jammerbugt Kommune bliver styret politisk af en kommunalbestyrelse bestående af 27 medlemmer, der er på valg hvert fjerde år.
Borgmester og formand for kommunalbestyrelsen er Mogens Gade fra Venstre Brovst.

### Udvalg
Kommunalbestyrelsen uddelegerer nogle af dens politiske beslutninger til kommunens 7 udvalg.
- Økonomiudvalget
- Børne- og Kulturudvalget
- Social- og Sundhedsudvalget

- Teknik- og Miljøudvalget
- Folkeoplysningsudvalget
- Beskæftigelsesudvalget
- Tema- og Udviklingsudvalget

### Valgresultater efter år
| 10 |  |  |  | 13 |  |

| 23 | 4 |

| 11 |  | 2 |  |  | 11 |

| 22 | 5 |

| 8 |  |  | 2 |  | 13 |  |

| 20 | 7 |

| 9 |  | 2 | 14 |  |

| 15 | 12 |

| 8 | 2 |  |  |  | 13 |  |

| 15 | 12 |

| 8 | 2 |  |  | 11 |  | 3 |

| 15 | 12 |

### Nuværende byråd
| Navn                     | Parti                                    |
| ------------------------ | ---------------------------------------- |
| Mogens Gade (Borgmester) | Venstre - 13 mandater                    |
| Helle Bak Andreasen      | Venstre - 13 mandater                    |
| Michael Krogsgaard       | Venstre - 13 mandater                    |
| Claus Svendsen           | Venstre - 13 mandater                    |
| Mariane Andersen         | Venstre - 13 mandater                    |
| Birgit Mejlholm Kold     | Venstre - 13 mandater                    |
| Christian Hem            | Venstre - 13 mandater                    |
| Ulla Flintholm           | Venstre - 13 mandater                    |
| Claus Rom                | Venstre - 13 mandater                    |
| Mogens Bay               | Venstre - 13 mandater                    |
| Jane Koller              | Venstre - 13 mandater                    |
| Ib Nellemand             | Venstre - 13 mandater                    |
| Kjeld Hedegård Nielsen   | Venstre - 13 mandater                    |
| Diane Aarestrup          | Socialdemokratiet - 8 mandater           |
| Kiki Bach                | Socialdemokratiet - 8 mandater           |
| Per Halsboe-Larsen       | Socialdemokratiet - 8 mandater           |
| Susanne Møller Jensen    | Socialdemokratiet - 8 mandater           |
| Frank Trolle             | Socialdemokratiet - 8 mandater           |
| Mette Vestenbæk          | Socialdemokratiet - 8 mandater           |
| Lisbet Emmery            | Socialdemokratiet - 8 mandater           |
| René Rosenkrans          | Socialdemokratiet - 8 mandater           |
| Johnny Solberg           | Det Konservative Folkeparti - 2 mandater |
| Jørgen Ravn Christensen  | Det Konservative Folkeparti - 2 mandater |
| Merete Fuglsang Hansen   | Lokallisten Jammerbugt - 1 mandat        |
| John Bjerg               | Nye Borgerlige - 1 mandat                |
| Anne-Mette Ulstrup       | Dansk Folkeparti - 1 mandat              |
| Frank Østergaard         | Socialistisk Folkeparti - 1 mandat       |

| Navn                    | Skiftet fra    | Skiftet til          | Dato              |
| ----------------------- | -------------- | -------------------- | ----------------- |
| John Bjerg              | Nye Borgerlige | Løsgænger            | 13. marts 2023    |
| Kjeld Hedegaard Nielsen | Venstre        | Løsgænger            | 20. august 2023   |
| Kjeld Hedegaard Nielsen | Løsgænger      | Danmarksdemokraterne | 5. september 2023 |
| Michael Krogsgaard      | Venstre        | Løsgænger            | 13. april 2024    |

### Byråd 2018-2022
| Navn                     | Parti                                       |
| ------------------------ | ------------------------------------------- |
| Mogens Gade (Borgmester) | Venstre - 14 mandater                       |
| Helle Bak Andreassen     | Venstre - 14 mandater                       |
| Malou Skeel              | Venstre - 14 mandater                       |
| Ulla Flintholm           | Venstre - 14 mandater                       |
| Michael Krogsgaard       | Venstre - 14 mandater                       |
| Christian Hem            | Venstre - 14 mandater                       |
| Birgit Mejlholm Kold     | Venstre - 14 mandater                       |
| Lars Holt                | Venstre - 14 mandater                       |
| Mariane Andersen         | Venstre - 14 mandater                       |
| Bøje Holmsgaard Lundtoft | Venstre - 14 mandater                       |
| Kjeld Hedegård Nielsen   | Venstre - 14 mandater                       |
| Torben Sørensen          | Venstre - 14 mandater                       |
| Niels Jørgen Pretzmann   | Venstre - 14 mandater                       |
| Ib Nellemann             | Venstre - 14 mandater                       |
| Jens Chr. Golding        | Socialdemokratiet - 9 mandater              |
| Diane Aarestrup          | Socialdemokratiet - 9 mandater              |
| Morten Klessen           | Socialdemokratiet - 9 mandater              |
| Per Halsboe-Larsen       | Socialdemokratiet - 9 mandater              |
| Kiki Bach                | Socialdemokratiet - 9 mandater              |
| Winnie Aakjær            | Socialdemokratiet - 9 mandater              |
| Susanne Møller Jensen    | Socialdemokratiet - 9 mandater              |
| René Rosenkrans          | Socialdemokratiet - 9 mandater              |
| Lisbet Emmery            | Socialdemokratiet - 9 mandater              |
| Anne-Mette Ulstrup       | Dansk Folkeparti - 2 mandater               |
| Jens Ørtoft              | Dansk Folkeparti - 2 mandater               |
| Merete Fuglsang Hansen   | Dit Jammerbugt - Din Borgerliste - 1 mandat |
| Frank Østergaard         | SF - 1 mandat                               |

### Borgmestre
| Navn                 | Parti   | Periode             |
| -------------------- | ------- | ------------------- |
| Mogens Christen Gade | Venstre | 1. januar 2007 - nu |

## Største byer
| Kommunens største byer |                    |                   |
| Nr                     | By                 | Indbyggere (2025) |
| 1                      | Aabybro            | 6.721             |
| 2                      | Fjerritslev        | 3.306             |
| 3                      | Pandrup            | 2.842             |
| 4                      | Brovst             | 2.684             |
| 5                      | Kås                | 2.328             |
| 6                      | Biersted           | 1.629             |
| 7                      | Nørhalne           | 1.527             |
| 8                      | Gjøl               | 910               |
| 9                      | Skovsgård          | 777               |
| 10                     | Hune               | 747               |
| 11                     | Saltum             | 698               |
| 12                     | Halvrimmen         | 630               |
| 13                     | Birkelse           | 619               |
| 14                     | Blokhus            | 473               |
| 15                     | Tranum             | 451               |
| 16                     | Arentsminde        | 408               |
| 17                     | Klim               | 400               |
| 18                     | Vester Hjermitslev | 353               |
| 19                     | Ingstrup           | 344               |
| 20                     | Østerby            | 325               |
| 21                     | Ny Skovsgård       | 239               |
| 22                     | Vester Torup       | 220               |

Kommunen har faldende indbyggertal.